# Kaliumiodidstärkepapier

Schematische Darstellung des Komplexes zwischen I_{3}^{−} und Stärke

Kaliumiodidstärkepapier ist ein Filterpapier, welches mit Kaliumiodid und Stärke imprägniert wurde. Es dient zum Nachweis von Oxidationsmitteln wie z. B. Wasserstoffperoxid, Persäuren, Peroxiden oder  Salpetriger Säure. Beim Nachweis der Oxidationsmittel wird das Iodid zu elementarem Iod oxidiert, welches sich braun färbt. Durch Ausbildung eines Charge-Transfer-Komplexes des Iodmoleküls als I3− und Interkalation in die Helixstruktur der im Papier enthaltenen Stärke erhöht sich die Empfindlichkeit der Nachweisreaktion stark. Der entstandene Komplex besitzt im Gegensatz zum reinen braunen Iod eine violette Färbung.